# Naoto Ishikawa
Naoto Ishikawa (født 7. november 1989) er en tidligere japansk fodboldspiller.
Han har spillet for flere forskellige klubber i sin karriere, herunder Mito HollyHock.